# Principio de Fresnel - Huygens

Refracción de la luz según el principio de Huygens.

El principio de Huygens-Fresnel es un método de análisis aplicado a los problemas de propagación de ondas. Se llama así en honor a los físicos Christiaan Huygens y Augustin-Jean Fresnel, y puede enunciarse así:

Todo punto de un frente de onda inicial puede considerarse como una fuente de ondas esféricas secundarias que se extienden en todas las direcciones con la misma velocidad, frecuencia y longitud de onda que el frente de onda del que proceden.

El Principio de Huygens es un enunciado que, en definitiva, se caracteriza por explicar los fenómenos ondulatorios en relación con las ondas y su propagación. En concreto, permite explicar los fenómenos de la reflexión, la refracción y la difracción.
Esta visión de la propagación de las ondas ayuda a entender mejor los fenómenos de difracción, reflexión y la refracción de las ondas.
Por ejemplo, si dos cuartos están conectados por una puerta abierta y se produce un sonido en una esquina lejana de uno de ellos, una persona en el otro cuarto oirá el sonido como si se originara en el umbral. Por lo que se refiere al segundo cuarto, el aire que vibra en el umbral es la fuente del sonido.
Lo mismo ocurre para la luz al pasar el borde de un obstáculo, pero esto no es fácilmente observable debido a la corta longitud de onda de la luz visible. La interferencia de la luz de áreas con distancias variables del frente de onda móvil explica los máximos y los mínimos observables como franjas de difracción. Ver, por ejemplo, el experimento de la doble rendija.

## Historia

Difracción de una onda plana cuando el ancho de la ranura es varias veces la longitud de onda.

Difracción de una onda plana cuando el ancho de la ranura es igual a la longitud de onda.

En 1678, Huygens propuso que cada punto alcanzado por una perturbación luminosa se convierte en una fuente de una onda esférica. La suma de estas ondas secundarias determina la forma de la onda en cualquier momento posterior. Huygens supuso que las ondas secundarias viajaban únicamente "hacia adelante" sin explicar en su teoría por qué  éste es el caso. Fue capaz de dar una explicación cualitativa de la propagación de la onda lineal   y esférica, y de derivar las leyes de la reflexión y la refracción con este principio, pero no pudo explicar las desviaciones de la propagación rectilínea que se producen cuando la luz se encuentra con bordes, aberturas y pantallas, comúnmente conocidos como efectos de difracción.